# 青木孝安
青木 孝安（あおき たかやす）は、日本の社会教育実践者。都市部の子どもが親元を離れ、自然豊かな農山村で生活する山村留学の生みの親。長野県松本市出身。

## 略歴
長野師範学校（現：信州大教育学部）を卒業し、旧上伊那郡高遠町と東京都で小中学校の教員を務めた。
そこでの体験から子どもの成長過程における自然体験の大切さを感じ、1968年に保護者らと任意団体「育てる会」をつくり、1969年には八坂村で短期の山村キャンプを始め、1976年から1年単位の山村留学を全国に先駆けて始め、県内外に広まった。